# Баранка (Крістінешть, Ботошань)
Баранка (рум. Baranca) — село у повіті Ботошані в Румунії. Входить до складу комуни Крістінешть.
Село розташоване на відстані 411 км на північ від Бухареста, 50 км на північний захід від Ботошань, 144 км на північний захід від Ясс.

## Населення
За даними перепису населення 2002 року у селі проживали 663 особи, усі — румуни. Усі жителі села рідною мовою назвали румунську.